# 维勒瑞夫
维勒瑞夫（法語發音：[vilʒɥif] ⓘ），法国中北部城市，法兰西岛大区马恩河谷省的一个市镇，隶属于拉伊莱罗斯区，其市镇面积为5.3平方公里，2022年1月1日时人口数量为58,142人，在法国城市中排名第108位。
维勒瑞夫位于马恩河谷省西北部，距离巴黎市区约3公里，是巴黎南郊重要的卫星城，巴黎地铁7号线最南端位于其境内。

## 地名来源

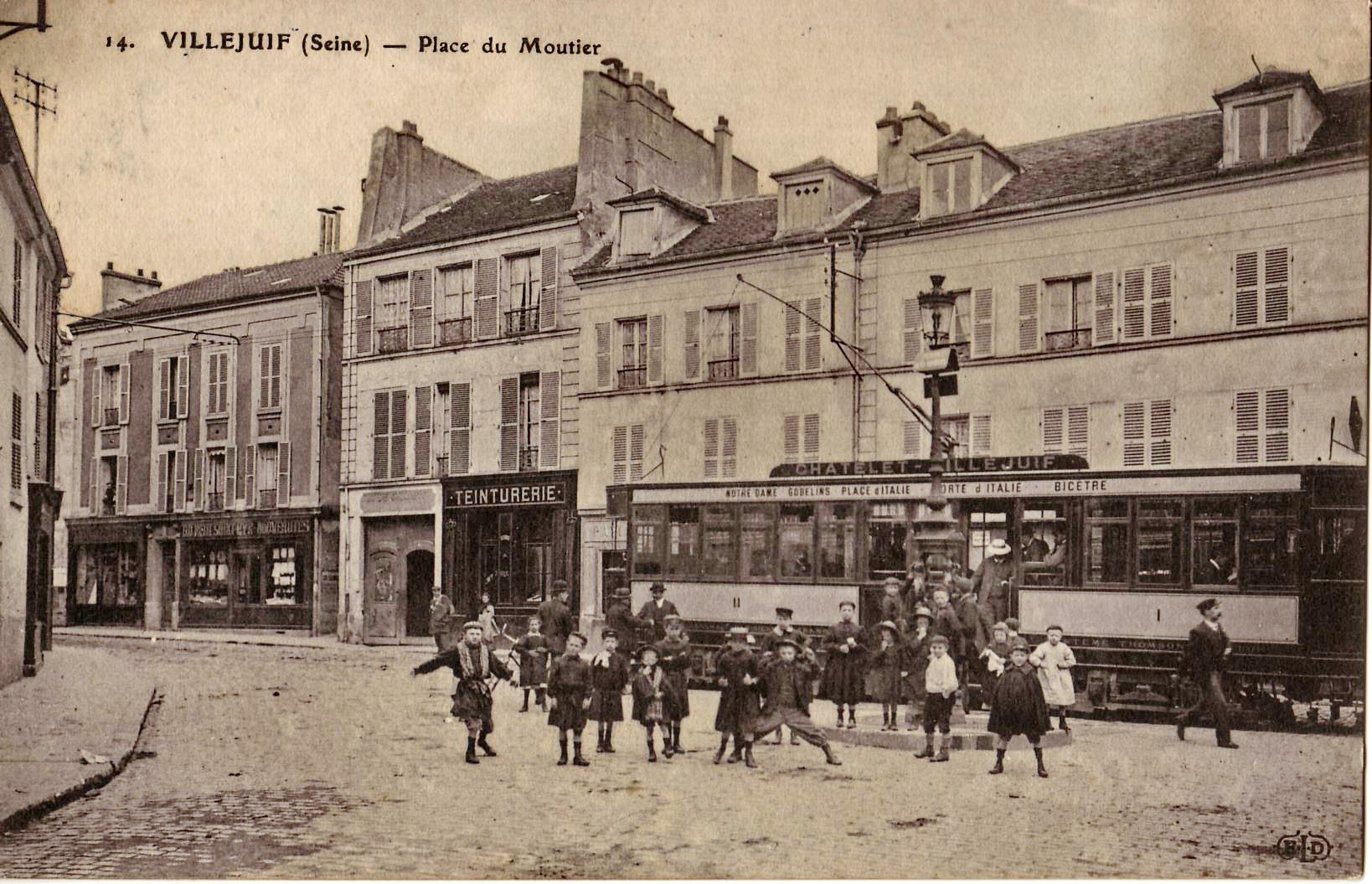
20世纪初的维勒瑞夫

“维勒瑞夫”一名最早记载于公元12世纪，其拉丁语形式为，法语意为，即“犹太人村”，但事实上该地附近无任何犹太人活动的史证。此外，亦有史学家认为这一词根与天主教人物朱莉特有关。
在部分中文文献中，维勒瑞夫被意译作“犹太城”。

## 历史
维勒瑞夫历史悠久，其境内的上欧石楠公园内发现了新石器时期文明的遗迹。中世纪时期，维勒瑞夫长期为巴黎圣母院的一处领地。公元14世纪，维勒瑞夫圣西尔-圣朱莉特教堂建成，一些巴黎的贵族在此定居。至18世纪末，维勒瑞夫共约有270户人家。法国大革命后维勒瑞夫成为塞纳省的一部分。工业革命后，随着巴黎城市的扩张，维勒瑞夫人口数量快速增加。二战后，维勒瑞夫境内出现了多处集中式居民区，1968年起改属马恩河谷省，巴黎地铁7号线维勒瑞夫支线于1983年建成。2020年1月3日，维勒瑞夫发生袭击事件，造成1人身亡。

## 地理

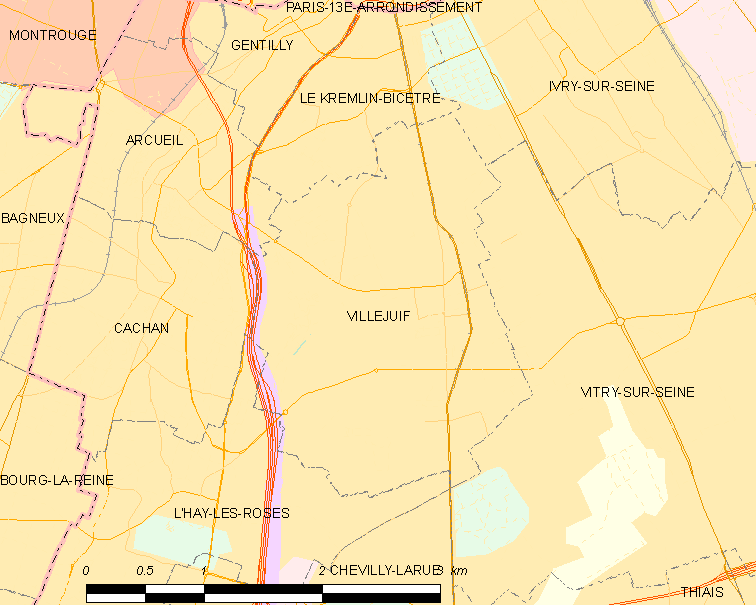
维勒瑞夫市镇范围地图

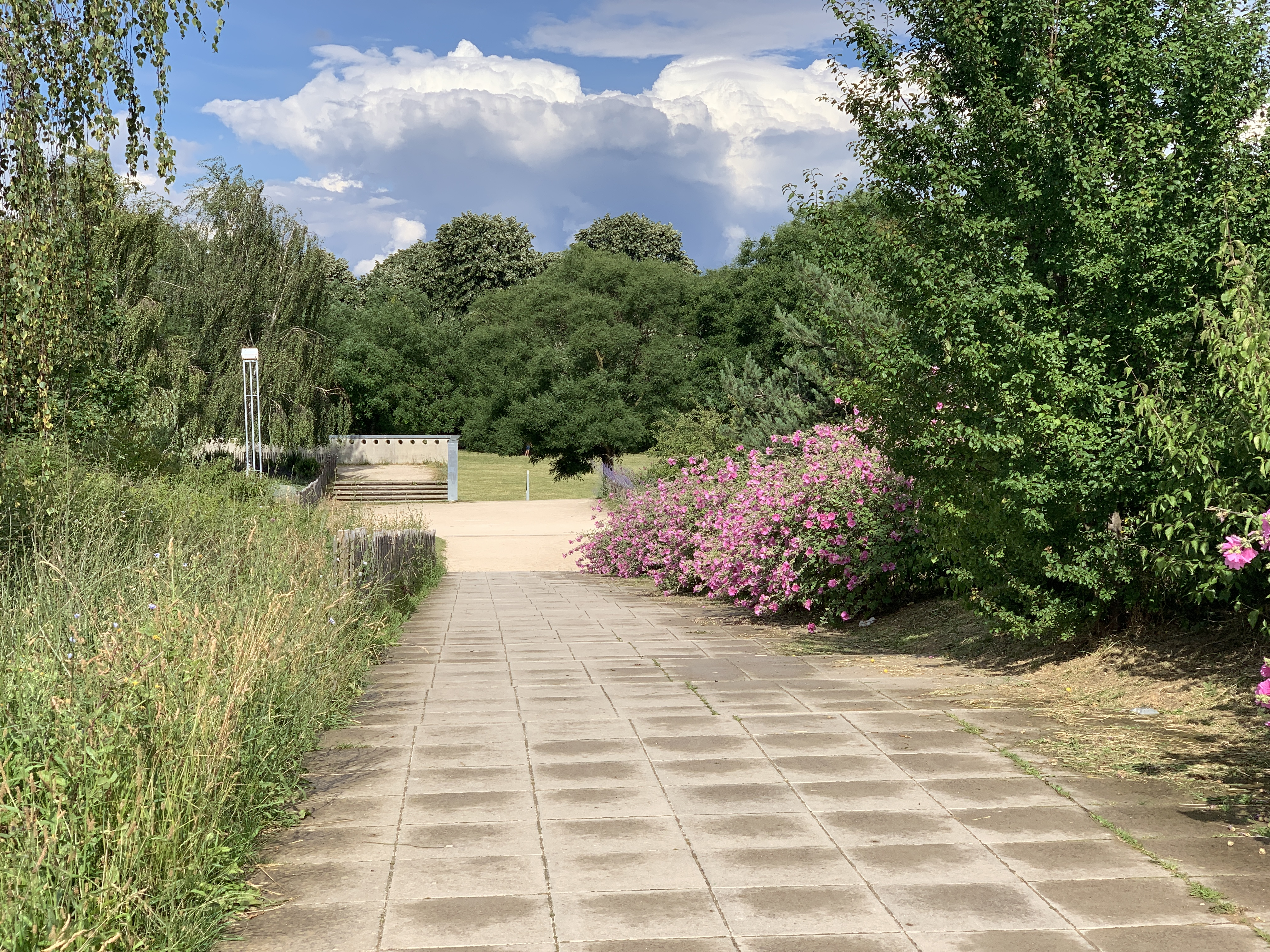
上欧石楠省级公园

维勒瑞夫位于法国中北部，法兰西岛大区中部和马恩河谷省西北部，距离省会克雷泰伊大约6公里。与维勒瑞夫接壤的市镇包括：塞纳河畔伊夫里、拉伊莱罗斯、阿尔克伊、卡尚、勒克雷姆兰-比塞特尔和塞纳河畔维特里。

### 地形
维勒瑞夫位于巴黎南郊，境内地势以平原为主，东侧略低于西侧，全境海拔在62到130米之间。

### 水文
维勒瑞夫境内无天然水域，按照地理范围划分则属于塞纳河流域。

### 植被
维勒瑞夫属于温带落叶林区，市区内的主要绿地公园包括上欧石楠省级公园、巴勃罗·聂鲁达公园（Parc Pablo Neruda）、丁香公园（Parc des Lilas）等，均常年免费向公众开放。

### 气候
维勒瑞夫在柯本气候分类法中属于温带海洋性气候，年温差较小，降水分布均匀。
距离维勒瑞夫最近的气象站位于奥利境内，以下为该气象站的数据：
| 奥利1981年－2019年  | 奥利1981年－2019年 | 奥利1981年－2019年 | 奥利1981年－2019年 | 奥利1981年－2019年 | 奥利1981年－2019年 | 奥利1981年－2019年 | 奥利1981年－2019年 | 奥利1981年－2019年 | 奥利1981年－2019年 | 奥利1981年－2019年 | 奥利1981年－2019年 | 奥利1981年－2019年 | 奥利1981年－2019年 |
| 月份                | 1月                | 2月                | 3月                | 4月                | 5月                | 6月                | 7月                | 8月                | 9月                | 10月               | 11月               | 12月               | 全年               |
| ------------------- | ------------------ | ------------------ | ------------------ | ------------------ | ------------------ | ------------------ | ------------------ | ------------------ | ------------------ | ------------------ | ------------------ | ------------------ | ------------------ |
| 历史最高温 °C（°F） | 16.5 (61.7)        | 20.8 (69.4)        | 24.5 (76.1)        | 29.4 (84.9)        | 35.0 (95.0)        | 37.1 (98.8)        | 41.9 (107.4)       | 40 (104)           | 33 (91)            | 31.3 (88.3)        | 21.8 (71.2)        | 17.3 (63.1)        | 41.9 (107.4)       |
| 平均高温 °C（°F）   | 6.7 (44.1)         | 7.9 (46.2)         | 11.9 (53.4)        | 15.3 (59.5)        | 19.3 (66.7)        | 22.6 (72.7)        | 25.3 (77.5)        | 25.1 (77.2)        | 21.2 (70.2)        | 16.3 (61.3)        | 10.5 (50.9)        | 7.1 (44.8)         | 15.8 (60.4)        |
| 日均气温 °C（°F）   | 4.1 (39.4)         | 4.7 (40.5)         | 7.9 (46.2)         | 10.6 (51.1)        | 14.5 (58.1)        | 17.6 (63.7)        | 20 (68)            | 19.7 (67.5)        | 16.3 (61.3)        | 12.3 (54.1)        | 7.5 (45.5)         | 4.7 (40.5)         | 11.7 (53.0)        |
| 平均低温 °C（°F）   | 1.6 (34.9)         | 1.5 (34.7)         | 3.9 (39.0)         | 5.9 (42.6)         | 9.7 (49.5)         | 12.7 (54.9)        | 14.7 (58.5)        | 14.3 (57.7)        | 11.4 (52.5)        | 8.4 (47.1)         | 4.5 (40.1)         | 2.3 (36.1)         | 7.6 (45.6)         |
| 历史最低温 °C（°F） | −16.8 (1.8)        | −15 (5)            | −9.4 (15.1)        | −4.3 (24.3)        | −1.3 (29.7)        | 3 (37)             | −0.3 (31.5)        | 5.6 (42.1)         | 1.7 (35.1)         | −11.7 (10.9)       | −9.6 (14.7)        | −13.3 (8.1)        | −16.8 (1.8)        |
| 平均降水量 mm（）   | 49.4 (1.94)        | 41.2 (1.62)        | 47.2 (1.86)        | 49.4 (1.94)        | 59.3 (2.33)        | 49 (1.9)           | 57.9 (2.28)        | 51.6 (2.03)        | 49.1 (1.93)        | 57.6 (2.27)        | 49.9 (1.96)        | 55 (2.2)           | 616.6 (24.26)      |
| 月均日照時數        | 43.4               | 66.3               | 162.6              | 172.4              | 165.4              | 176.6              | 232.1              | 220.4              | 193.9              | 131.9              | 49.1               | 55.3               | 1,669.4            |
| 来源：infoclimat    |                    |                    |                    |                    |                    |                    |                    |                    |                    |                    |                    |                    |                    |

## 行政区划
维勒瑞夫是法国法兰西岛大区马恩河谷省的一个市镇，编号为94076，隶属于拉伊莱罗斯区。维勒瑞夫管理维勒瑞夫县，是大巴黎都会区和大奥利-塞纳-比耶夫尔土地公共管理局的组成部分。
维勒瑞夫境内有3个优先城市街区（Zone urbaine prioritaire，简称），受国家资助：
- 大仲马（Alexandre-Dumas）
- 北洛宰 / 朱利安·格里莫 / 阿尔芒·古雷（Lozaits Nord / Julian Grimau / Armand Gouret）
- 罗贝尔·勒邦 / 让·梅尔莫兹 / 保罗·奥沙尔（Robert Lebon / Jean Mermoz / Paul Hochart）

法国国家统计与经济研究所（简称）在进行数据统计时，将维勒瑞夫划为巴黎城市区的一部分。同时，还将维勒瑞夫市镇分为了21个“块区”（IRIS），以便于统计人口分布情况。

## 交通

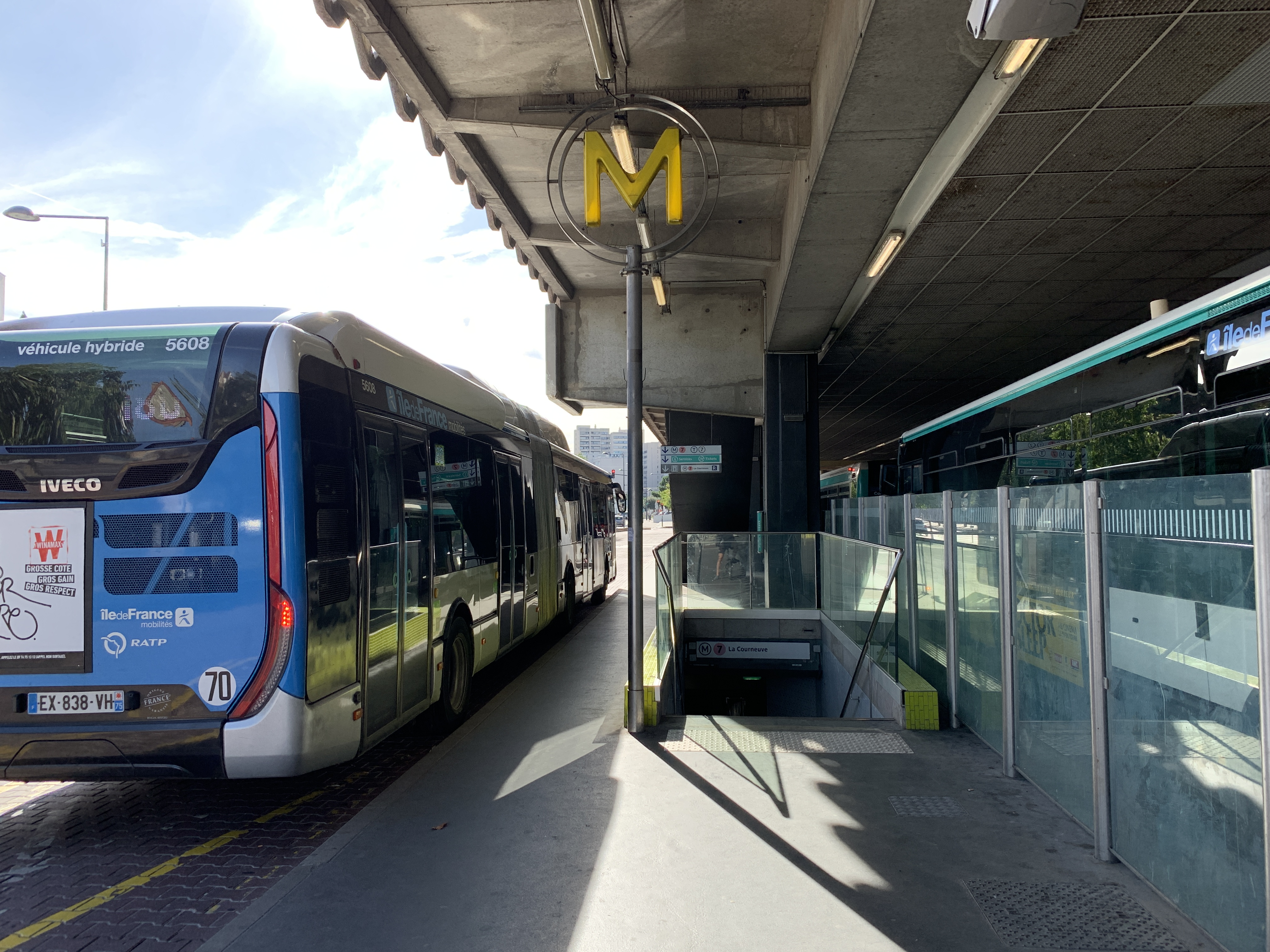
地铁维勒瑞夫-路易·阿拉贡站进站口与地面公交车站

### 道路设施
维勒瑞夫境内均为城市化道路，其中东西走向的路易·阿拉贡大街（avenue de Louis Aragon）和共和国大街（avenue République）以及南北走向的马克西姆·戈尔奇大道（boulevard Maxime Gorki）和斯大林格勒大街（avenue Stalingrad）在维勒瑞夫十字交汇，构成了其城市主轴线，在马恩河谷省省道系统中分别编号为D148线和D7线。法国A6高速公路经过维勒瑞夫西侧，并设有一个出入口可联通中心城区。
2017年，54.8%的维勒瑞夫家庭拥有至少一辆的私人汽车。2018年，维勒瑞夫境内共发生各类交通事故86起，造成2人遇难，92人受伤。

### 对外交通
距离维勒瑞夫最近的长途铁路车站和民用机场分别为巴黎奥斯特里茨站和巴黎-奥利机场。

### 城市公共交通
巴黎地铁7号线维勒瑞夫支线（蓝线）于1983年建成，设有维勒瑞夫-莱奥·拉格朗日站、维勒瑞夫-保罗·瓦扬-库蒂里耶站和维勒瑞夫-路易·阿拉贡站三个地下铁路车站，其中维勒瑞夫-路易·阿拉贡站是该地铁线最南端的车站，亦是一个集地铁、有轨电车、公交和公共自行车为一体的综合性交通枢纽。
法兰西岛有轨电车7号线于2013年建成，在维勒瑞夫境内设有维勒瑞夫-路易·阿拉贡站和拉马丁站（Lamartine）。
兴建中的巴黎地铁14号线南延线和巴黎地铁15号线一期工程在维勒瑞夫境内交汇，其交汇点维勒瑞夫-古斯塔夫-鲁西学院站计划于2025年完全投入使用。
巴黎公交131路、162路、172路、180路、185路、286路、380路，瓦卢埃特城市公共交通V7路和法兰西岛夜班车N15线、N22线经过境内。
| 途经维勒瑞夫境内的主要公共交通线路 |           | |
| 类型                               | 运营商    | 线路 |
| 地铁                               | RATP      | ：拉库尔讷沃 ↔ 火车东站 ↔ 金字塔 ↔ 沙特莱 ↔ 意大利广场 ↔ 维勒瑞夫-莱奥·拉格朗日站 ↔ 维勒瑞夫-保罗·瓦扬-库蒂里耶站 ↔ 维勒瑞夫-路易·阿拉贡站 |
| 有轨电车                           | RATP      | ：维勒瑞夫-路易·阿拉贡站 ↔ 拉马丁 ↔ 蒂艾门 ↔ 巴黎-奥利机场4号门 ↔ 阿蒂斯蒙斯-埃松门 |
| 公共汽车                           | RATP      | 131：巴黎-意大利门 ↔ 勒克雷姆兰-比塞特尔 ↔ 古斯塔夫·鲁西学院 ↔ 凡尔登-共和国 ↔ 舍维伊拉吕 ↔ 兰日斯-兄弟情站 162：维勒瑞夫-路易·阿拉贡站 ↔ 古斯塔夫·鲁西学院 ↔ 四道口 ↔ 阿尔克伊-卡尚站 ↔ 鸢尾花 ↔ 戴高乐将军 ↔ 集市 ↔ 默东-花谷快铁站 172：克雷泰伊-亨利医院 ↔ MAC-VAL博物馆 ↔ 维勒瑞夫-路易·阿拉贡站 ↔ 凡尔登-共和国 ↔ 拉伊莱罗斯市政厅 ↔ 拉雷讷堡站 180：沙朗通學校站 ↔ 塞纳河畔维特里市政厅 ↔ 维勒瑞夫-路易·阿拉贡站 185：巴黎-意大利门站 ↔ 勒克雷姆兰-比塞特尔站 ↔ 维勒瑞夫-路易·阿拉贡站 ↔ 保罗·阿尔芒戈 ↔ 南舒瓦西 286：维勒瑞夫-路易·阿拉贡站 ↔ 亨利·蒂拉尔-莱昂·茹欧 ↔ 让·梅尔默兹-戴高乐将军 ↔ 弗雷讷-市政厅 ↔ 安东尼-快铁站 380：维勒瑞夫-路易·阿拉贡站 ↔ 凡尔登-共和国 ↔ 古斯塔夫·鲁西学院 ↔ 拉普拉斯站 ↔ 阿尔克伊-黑牛商业中心 |
| 公共汽车                           | Valouette | V7：维勒瑞夫-路易·阿拉贡站（区域环线） |
| 公共汽车                           | (N)       | N15：塞纳河畔阿涅尔 ↔ 巴黎圣拉扎尔站 ↔ 沙特莱站 ↔ 意大利广场 ↔ 舒瓦西门站 ↔ 勒克雷姆兰-比塞特尔 ↔ 维勒瑞夫-路易·阿拉贡站 N22：沙特莱站 ↔ 意大利广场 ↔ 舒瓦西门站 ↔ 勒克雷姆兰-比塞特尔 ↔ 维勒瑞夫-路易·阿拉贡站 ↔ 蒂艾门 ↔ 巴黎-奥利机场 ↔ 瑞维西站 |
| 1.                                 |           | |

## 政治

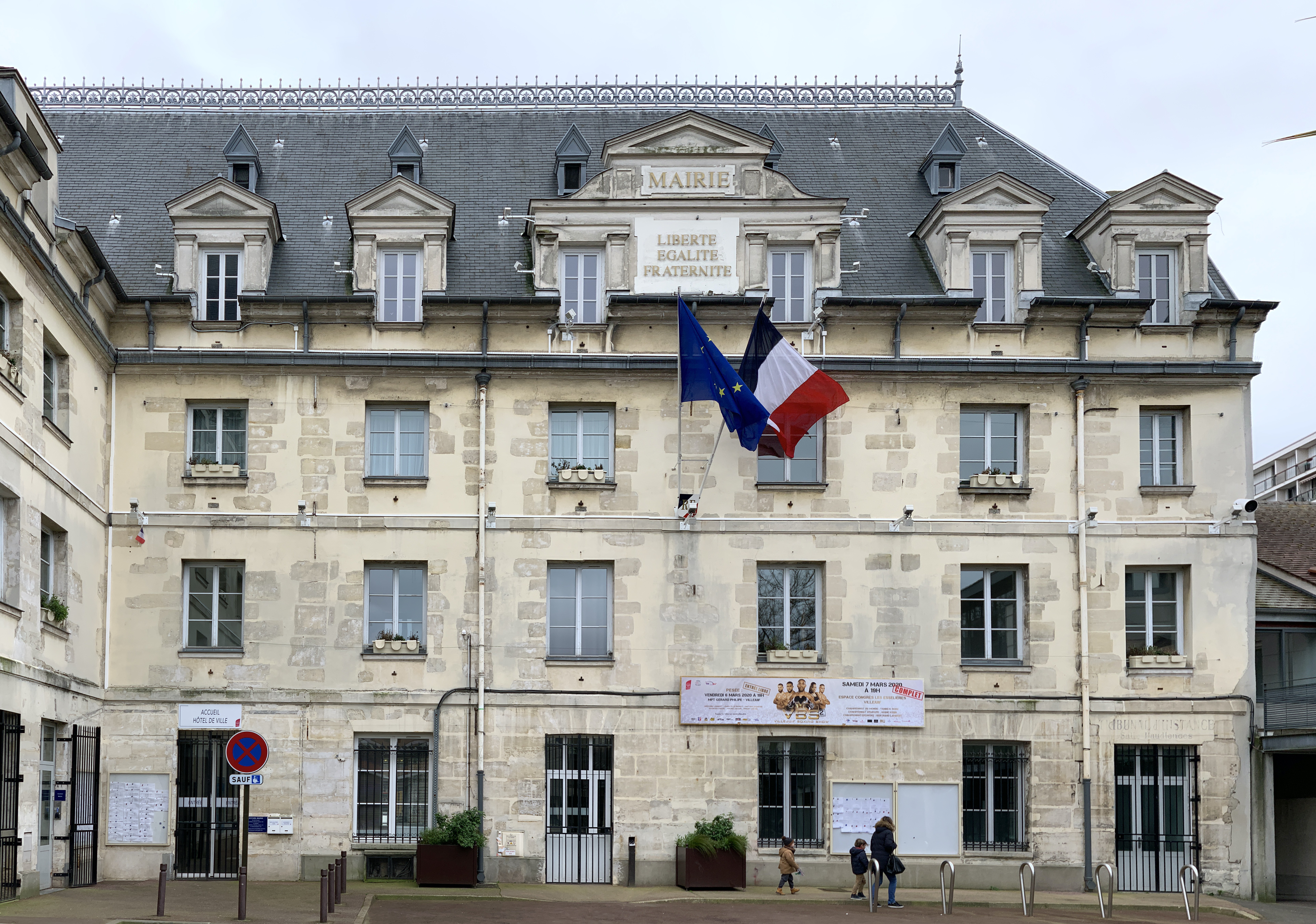
维勒瑞夫市政厅

维勒瑞夫的现任市长为皮埃尔·加尔宗先生（Pierre Garzon），他是法国共产党的一名成员，在2020年的市政选举中获得了51.89%的支持率。
在2017年的法国总统大选中，法国第25任总统埃马纽埃尔·马克龙在维勒瑞夫获得了81.29%的支持率。
| 维勒瑞夫历届市长 |                    |                           |
| 任期             | 市长               | 党派                      |
| 1945年－1977年   | 路易·多利          | PCF法国共产党             |
| 1977年－1999年   | 皮埃尔-伊夫·科尼耶 | PCF法国共产党             |
| 1999年－2014年   | 克洛迪娜·科尔迪约  | PCF法国共产党             |
| 2014年－2020年   | 弗兰克·勒博埃莱克  | UMP人民运动联盟 →LR共和黨 |
| 2020年－         | 皮埃尔·加尔宗      | PCF法国共产党             |

## 人口
2017年，维勒瑞夫市镇人口数量为54,753，在法国排名第108位。其中男性26,197人，女性28,556人，75岁及以上人口占6.4%，外籍人口数量为16,791人，人口密度为10,253人/平方公里，当地居民被称为（男性）或（女性）。2018年，维勒瑞夫境内出生841人，死亡人口357人。
| 年份   | 1936   | 1946   | 1954   | 1962   | 1968   | 1975   | 1982   | 1990   | 1999   | 2006   | 2011   | 2016   | 2017   |
| ------ | ------ | ------ | ------ | ------ | ------ | ------ | ------ | ------ | ------ | ------ | ------ | ------ | ------ |
| 人口數 | 27,540 | 25,359 | 29,280 | 46,116 | 51,120 | 55,606 | 52,448 | 48,405 | 47,384 | 50,571 | 55,923 | 55,478 | 54,753 |

## 经济
维勒瑞夫是一个区域性的中心城市，当地共有各类用人单位6,723家，平均历史为11年，行政、医疗及社会服务是当地的主要就业岗位类型。

## 财政收入
2018年，维勒瑞夫的财政收入总额为101,421,000欧元，财政支出总额为90,057,300欧元，当年的债务总额为112,639,000欧元。
2014年，维勒瑞夫的人均收入总额为2,645欧元，其中高职人员为4,049欧元，普通职员为1,963欧元。
2017年，维勒瑞夫境内的青壮年（15至64岁）失业率为15%，当地47.2%的家庭拥有纳税资格。

## 社会事务

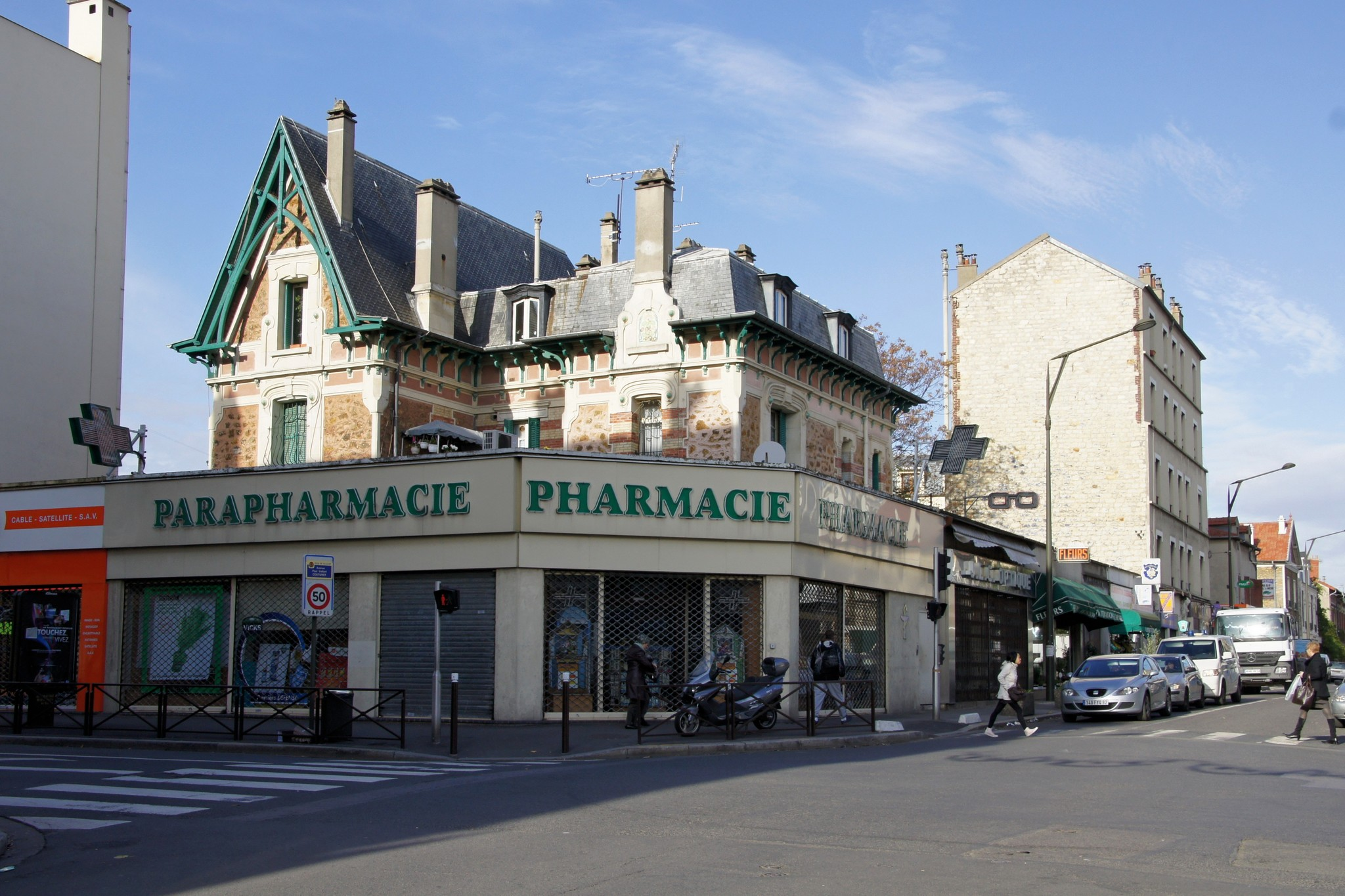
维勒瑞夫境内的一处药店

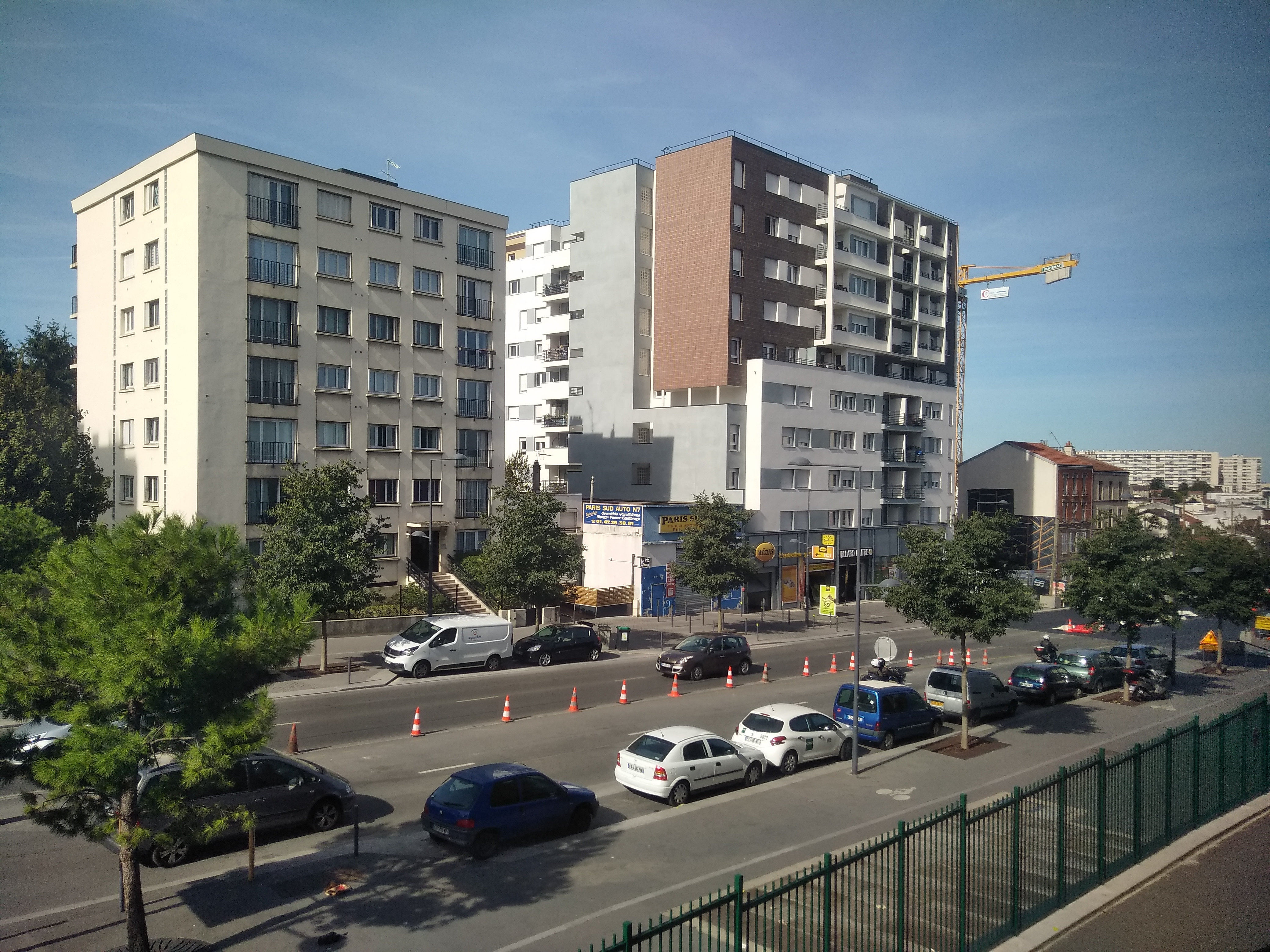
维勒瑞夫的一处现代民居

### 教育
维勒瑞夫属于克雷泰伊学区。截止2019年1月1日，维勒瑞夫境内共有12所幼儿园、11所小学和5所初级中学。2018至2019学年度，维勒瑞夫境内共有在校中小学生1,919名。

### 医疗
截止2019年1月1日，维勒瑞夫境内共有全科医生27名、保健师30名、牙医20名、护士14名、耳科医生1名、眼科医生4名、皮肤科医生2名、助产士5名、儿科医生3名和妇科医生1名。境内共有药房17家、养老院2家、残疾人帮扶中心6家。
维勒瑞夫保罗-布鲁斯医院位于维勒瑞夫市区，设有床位716个，是当地规模最大的公立综合性医院，隶属于巴黎公共医疗集团。
保罗-吉罗公共健康中心建于1882年，位于维勒瑞夫境内，设有床位405个，是法国的一家心理专科医院。

### 住房
2017年，维勒瑞夫境内共有各类住房26,071套，其中90.9%为常住房屋。集中式居民区主要分布在市区中部和南部，其总数量占维勒瑞夫房屋类型的81.6%。

### 商业
2018年，维勒瑞夫境内共有各类商铺3,026家，其中餐饮服务类975家。市区南部建有“维勒瑞夫7号”（Villejuif 7）大型开放式商业街区。

### 体育
2019年，维勒瑞夫境内共有1家游泳池、8间健身房、1座综合体育场、13处网球场、4处足球或橄榄球场以及6处篮球或排球场。
维勒瑞夫体育联盟（US Villejuif）是当地的一支足球队，2020至2021赛季参加马恩河谷省足球联赛（Ligue de football Val-de-Marne）。此外当地还有一支五人制的足球俱乐部（Futsal）。

### 环境
维勒瑞夫的环境事务由其所属的公共社区负责。2018年，维勒瑞夫境内共有3家污染企业。

### 治安
2014年，维勒瑞夫及附近地区共发生各类案件11,418起，其中盗窃类案件6,973起，经济类案件1,121起，毒品交易类案件433起。

## 文化

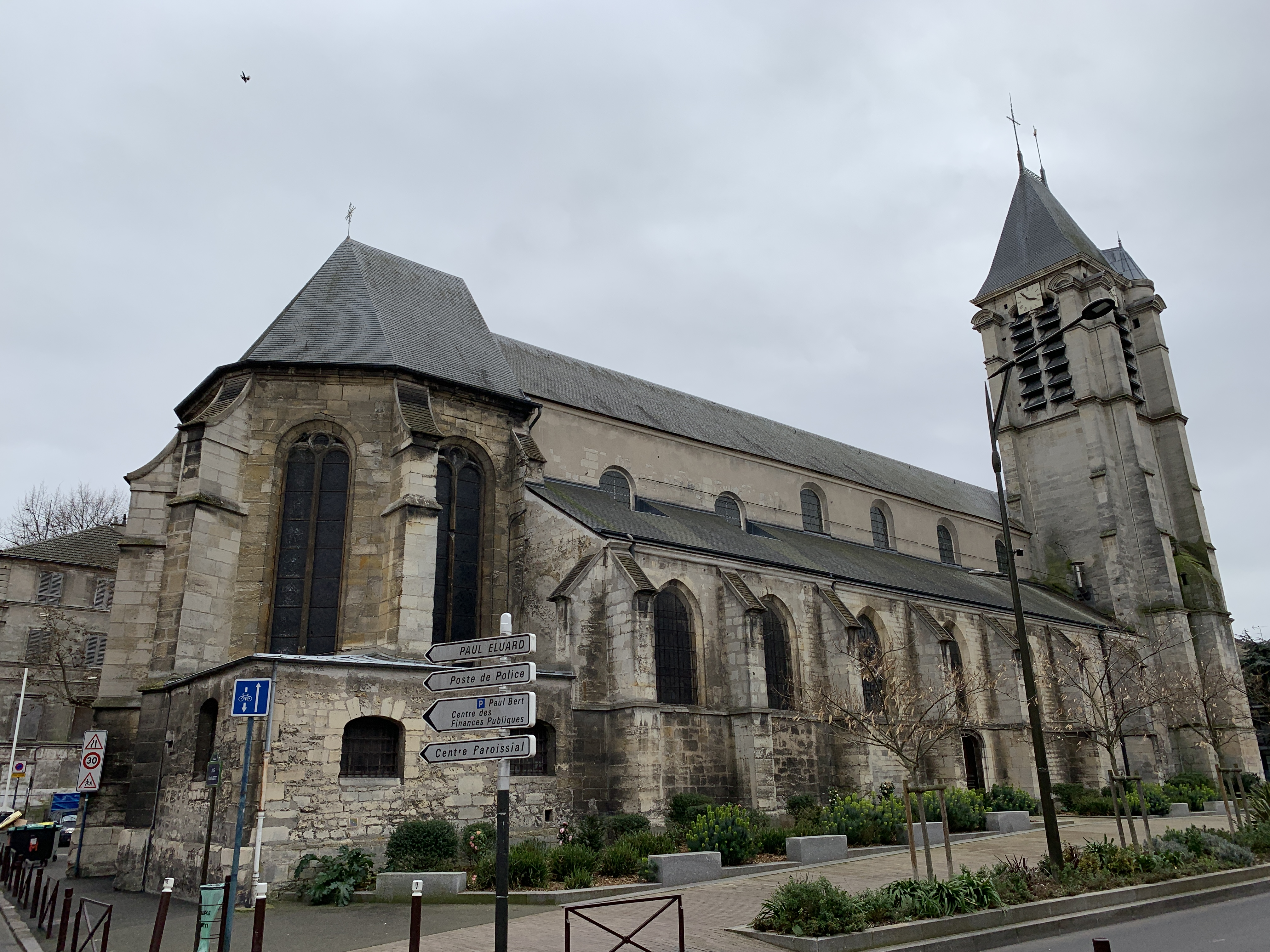
维勒瑞夫圣西尔-圣朱莉特教堂

2019年，维勒瑞夫境内共有1家剧场、1家电影院和1处音乐厅。维勒瑞夫市政府提供多媒体中心，向公众全年开放。

### 建筑
维勒瑞夫境内有多处法国国家文物保护单位，其中维勒瑞夫圣西尔-圣朱莉特教堂和卡西尼金字塔为当地的代表性建筑物。

### 旅游
维勒瑞夫的旅游事务由其大巴黎都会区负责。2020年，维勒瑞夫境内共有4家宾馆共计198间房间。

### 媒体
法国主要的媒体均可在维勒瑞夫接收，法国电视三台下属的法兰西岛大区频道在部分时段播出维勒瑞夫所属区域的地方新闻。

### 音乐
法国意裔歌手塞尔日·雷贾尼曾演唱同名歌曲《维勒瑞夫》（Villejuif）。此外维勒瑞夫亦在一些现代说唱作品中被提及，包括Niro的《87》和Rohff的《94》。

## 相关人物
法国植物学家弗朗索瓦·埃兰克、法国前足球运动员塞莱斯坦·德尔梅出生于维勒瑞夫；亚美尼亚使徒教会神父科米塔斯逝世于维勒瑞夫。此外法国政治家和共产主义重要人物保罗·瓦扬-库蒂里耶曾于1929年至1937年间担任维勒瑞夫市长职务。

## 友好城市
截至2020年9月，维勒瑞夫共与五座城市互为友好城市关系。
- 義大利 米兰多拉
- 德国 新勃兰登堡
- 匈牙利 多瑙新城
- 保加利亚 揚博爾
- 葡萄牙 希拉自由鎮